# Snake River
För andra betydelser, se Snake River (olika betydelser).
Snake River (även Shoshone River), indianernas Saptin eller Sahaptin, är en cirka 1 670 kilometer lång biflod till Columbiafloden i USA. Snake hette tidigare Lewis River, ett namn den fick av Lewis och Clarks expedition.
Snake River har sin början i Yellowstone nationalpark i nordvästra Wyoming, nära den nordamerikanska vattendelaren. Den har två källströmmar av vilken den östra, som bär namnet S., kommer från Two Ocean Plateau (vattendelaren mellan Atlanten och Stora oceanen) och den norra, som kallas Lewis River, kommer från Shoshone Lake (2 359 meter över havet) väster om Yellowstonesjön, genombryter med sydlig riktning i väldiga klyftor Snake River Range, gör därefter en stor båge mot söder genom Idahos stora basalt- och lavaplatå, som den strömmar genom i en 100 kilometer lång canon med delvis 1 200 meter höga väggar, överträffad endast av Colorados, och bildar flera stora fall, bland annat Twin Falls (55 meter), Bridal veil fall (24 meter) och Great Shoshone Falls (290 meter breda, 64 meter höga). Vid Twin Falls har byggts en väldig damm för bevattning av lavaplatåns vetefält. På 117 grader västlig längd får floden nordlig riktning, bildar under 300 kilometer Idahos västra gräns mot Oregon och Washington, vänder sig på samma längdgrad, men 3 breddgrader nordligare mot väster genom staten Washington och faller från väst ut i Columbia på 137 meters höjd. Bifloder är från väst Salmon fall river, Bruneau, Owyhee och Malheur river, från höger Boise, Payette, Salmon River och Clearwater. Floden har en längd av omkring 1 500 kilometer, ett avvattningsområde av omkring 270 000 kvadratkilometer, men en däremot föga svarande vattenmängd, eftersom den uteslutande strömmar genom torra, ökenlika områden, och är endast vid högvatten under sitt nedersta lopp segelbar.
Floden når Columbiafloden vid Pasco i delstaten Washington.